# Galgula hepara
Galgula hepara är en fjärilsart som beskrevs av Achille Guenée 1852. Galgula hepara ingår i släktet Galgula och familjen nattflyn. Inga underarter finns listade i Catalogue of Life.